# Santa Cruz (São Tomé)
Santa Cruz é uma aldeia de São Tomé e Príncipe, localiza-se no distrito de Mé-Zóchi, ilha de São Tomé, próxima às localidades de Belmonte e Madalena.